# Endemol Shine UK
Endemol Shine UK (marcado como EndemolShine UK y anteriormente Endemol UK Ltd.) es uno de los productores de medios independientes más grandes del Reino Unido. La empresa forma parte de Banijay Group , una red mundial de empresas de producción que abarca 22 países.
Endemol Shine UK incorpora una serie de marcas de producción, incluidas Artists Studio, Darlow Smithson Productions, House of Tomorrow, Initial, Remarkable Television (anteriormente Brighter Pictures y Cheetah Television), Tiger Aspect, Tigress Productions, Zeppotron y sus divisiones digitales: Endemol Games y Endemol Digital Studio.
Con la llegada de una empresa conjunta con 21st Century Fox, otras compañías bajo el nuevo paraguas de Endemol Shine UK incluyen Dragonfly , Kudos y Princess Productions (ahora desaparecida). Las diversas marcas de producción de televisión se especializan en una amplia gama de géneros que incluyen entretenimiento fáctico, series de telerrealidad, series dramáticas, fácticos especializados, artes, eventos en vivo, entretenimiento musical, documentales, programas para jóvenes y comedia.
En el Reino Unido, Endemol es conocido principalmente por producir Big Brother (2000-2018) y Celebrity Big Brother (2001-2018).

## Historia
La sucursal británica de Endemol se originó a partir de la venta de Peter Bazalgette de su compañía de televisión Bazal a Guardian Media Group (GMG) en 1990. En septiembre de 1998, Endemol adquirió una participación del 50% y la división se llamó GMG Endemol. Endemol compró la empresa directamente a GMG en agosto de 2000.
Desde 2000, una serie de propietarios corporativos y transacciones públicas de acciones ha culminado en la empresa conjunta de 2014 con Shine Group de 21st Century Fox para formar el renombrado Endemol Shine UK, a partir de enero de 2015.
En enero de 2016, Endemol UK adquirió la productora de contenido de formato corto y de marca Electric Robin y la firma de gestión de talento digital OP Talent.

## Créditos
La subsidiaria produce diversos formatos alrededor del mundo a través de las franquicias como Big Brother, etc.
- 1 vs 100 (Initial)
- 101 Ways to Leave a Gameshow (Inicial)
- 8 Out of 10 Cats (Zeppotron)
- All Together Now (Remarkable Television)
- The Bank Job (Remarkable Television)
- Big Brother (Endemol UK Productions)
- Black Mirror (Zeppotron (2011–2013)/House of Tomorrow (2014–2019))
- Celebrity Big Brother (Endemol UK Productions)
- Cell
- Deal or No Deal (Endemol West (2005-2006)/Cheetah Television West (2006-2009)/Remarkable Television (2009-2016))
- Fear Factor (Endemol UK Productions)
- Gala TV (Endemol West)
- The Games (Endemol UK Productions (2003–05)/Initial (2006))
- The Gap Year
- The Wall (Remarkable Television)
- Golden Balls (Initial)
- The House that £100k Built (Remarkable Television)
- Hunted (Shine TV)
- Let's Play Darts (Zeppotron)
- The Match (Endemol UK Productions)
- The Million Pound Drop Live (Remarkable Television)
- Only Fools on Horses (Zeppotron)
- Pointless (Brighter Pictures (2009)/Remarkable Television (2010-presente))
- Ready Steady Cook (Bazal Productions (1994–2001)/Endemol UK Productions (2002–06)/Cheetah Television West (2006–10)/Remarkable Television (2020–))
- Restoration (Endemol UK Productions)
- Restoration Home (Remarkable Television)
- Richard Osman's House of Games (Remarkable Television)
- Signs of Life
- Soccer Aid (Initial)
- Total Wipeout (Initial)
- Two Tribes (Remarkable Television)
- UK Music Hall of Fame (Endemol UK Productions)
- Your Face Sounds Familiar (Inicial)

## Premios y nominaciones
| Año  | Asociación                | Categoría                      | Nominado(s)                 | Resultado |
| ---- | ------------------------- | ------------------------------ | --------------------------- | --------- |
| 2017 | Diversity in Media Awards | TV Moment of the Year          | Black Mirror – San Junipero |           |
| 2017 | Diversity in Media Awards | Production Company of the Year | Tiger Aspect Productions    |           |